# Suspensión de la caza en Castilla y León

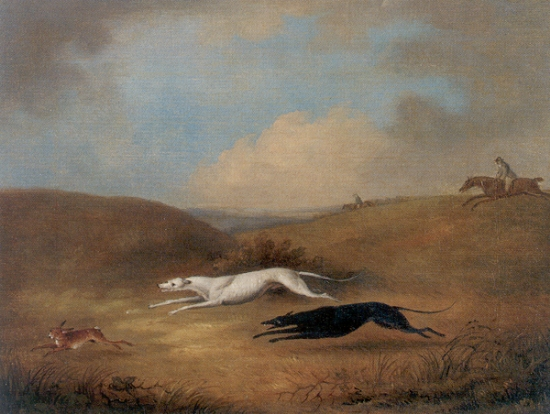
Pintura con una escena de caza

La suspensión de la caza en Castilla y León (España) se refiere a una medida cautelar ordenada por el Tribunal Superior de Justicia de Castilla y León en febrero de 2019, que consiste en la suspensión del decreto que regula la conservación de las especies cinegética, dictado el 26 de abril de 2018 por la Junta de Castilla y León, paralizando toda la actividad cinegética, hasta que no se pronuncien las Cortes Generales y modifiquen la Ley 3/2015, de 5 de marzo, de Caza de Castilla-La Mancha, que sustituye a la anterior Ley 4/1996, de 12 de julio, de Caza de Castilla y León.
El tribunal tomó su decisión después de que el partido PACMA presentara un recurso para impugnar el Reglamento de caza autonómico, por lo que la suspensión afecta a toda la actividad cinegética hasta que se dirima la impugnación. Los jueces consideraron que el informe en el que se apoya el decreto cinegético de la Junta no utiliza datos actualizados y suficientemente contrastados para determinar qué especies se pueden cazar y qué especies no. La resolución judicial ha tenido en cuenta que la sentencia del 17 de mayo de 2017 (procedimiento ordinario 615/2015) razonó que la orden anual de caza no era suficiente para regular la caza y conservación de las especies desde el punto de vista ecológico en Castilla y León.
El 26 de mayo de 2020, el Tribunal Supremo, estimó el recurso presentado contra esta suspensión, y por lo tanto declara ajustado a derecho el decreto de abril de 2015, por el que se regula la conservación de las especies cinegéticas, su aprovechamiento sostenible y el control poblacional de la fauna silvestre.

## Antecedentes
La oficina de comunicación del Tribunal Superior de Justicia de la Comunidad, con sede en Valladolid, dio a conocer que la Sala de lo Contencioso-Administrativo  suspendió cautelarmente el Decreto 10/2018, de 26 de abril, por el que se modifica el Decreto 32/2015, de 30 de abril, dictado por la Junta de Castilla y León, que había establecido una lista de las especies que pueden ser consideradas como cinegéticas, esto es que se pueden cazar o no. El partido animalista PACMA ha sido el propulsor de esta sentencia, aduciendo que el listado de especies que pueden ser cazadas no está actualizado, y mientras no se actualice solicitó la suspensión de la caza. Su intención es que esta suspensión se haga extensa a todo el estado español.
La resolución judicial dictada considera que el informe elaborado por la empresa contratada por la Administración para este menester, Consultora de Recursos Naturales, S.L., el cual determina qué especies de la fauna silvestre pueden ser consideradas como cinegéticas y, por tanto, de conformidad con las órdenes anuales de caza, pueden ser cazadas, no utiliza datos actualizados y suficientemente contrastados, por lo que incurre aparentemente en el mismo defecto que fue declarado en sentencias anteriores.

## Consecuencias
Entre las consecuencias de esta suspensión cautelar, según los afectados, se encuentran las pérdidas económicas, los daños en el campo y la disminución de ingresos municipales, además de dejar en el aíre determinadas inversiones solo en la comunidad donde se aplica esta prohibición. Los cazadores,y una amplia cantidad de expertos, por su parte consideran que su actividad ayuda a controlar las superpoblaciones de determinadas especies. Tras la anulación de esta suspensión, el ejercicio de la caza, y el deporte cinegético en su conjunto vuelven a existir de manera regulada, y por lo tanto esta suspensión queda en total desuso.

## Reacciones políticas
Representantes del Partido Popular, el PSOE y Ciudadanos ya han dicho, nada más conocer la resolución judicial, que evitarán la suspensión de la caza en Castilla y León.

## Otros casos
La suspensión o eliminación de la caza es una vieja aspiración de partidos ecologistas y animalistas, propuesta en otras ocasiones por situaciones adversas como la sequía del año 2017 en España. Ecologistas en Acción advirtió de que la sequía podía tener consecuencias directas sobre las especies cinegéticas, como son la baja productividad y la debilidad de los animales. Y en noviembre de 2018 se suspendió la caza de la liebre en todas las competiciones oficiales por el brote de mixomatosis.
La Ley de Caza de Cantabria 12/2006 prohíbe las batidas de caza contra el jabalí. Y el 5 de febrero de 2018, Ecologistas en Acción de Cantabria solicitaron sin conseguirlo la suspensión de la caza mayor en Cantabria. A finales de 2018 se había prohibido en Castilla y León la caza del lobo.